# Radoničić
Radoničić je hrvatska pomorska kapetanska i trgovačka obitelj iz Prčanja i Dobrote u Boki, Crna Gora. 
Spada u istaknute obitelji iz Prčanja koja su obilježila društvenu i gospodarsku povijest svojih matičnih sredina širega područja istočnoga Jadrana i Sredozemlja.
Radoničići su bili bitni i u Dobroti. S još 26 starih dobrotskih rodova (bratstava) bili su nositelji pomorskog gospodarstva i trgovačke djelatnosti u vremenima uzleta dobrotskog gospodarstva krajem 18. i početkom 19. stoljeća.
Obitelj je dala nekoliko poznatih pripadnika, poput kotorskog biskupa Tripuna, slikara Marka, a iz dobrotske grane liječnika Karla. Povijesnoj znanosti zanimljiv je pravnik koji se bavio obavještajnom djelatnošću u drugom svjetskom ratu, Karl Radoničić (r. 1912.), sina osnivača kardiologije, sveučilišnog profesora i člana JAZU-a Karla Radoničića. Prvi mali admiral Bokeljske mornarice bio je Ivan Radoničić, izabran 1904. godine. Ističe se još kapetan i brodovlasnik Ivan Radoničić (1822. – 1893.). Bio je načelnik dobrotske općine. Bio je vlasnik i suvlasnik
više jedrenjaka te privatne kapele u svojoj kući u Dobroti.
Na poluotoku Plagenti, 1,5 km od Kotora, kod Dobrote, posjedovali su palaču, današnji Institut za biologiju mora. Obitelj je taj poluotok kupila od kotorske općine za francuske vlasti 1808. godine, za 500 talira. Palaču je sagradio kapetan Krsto Jozov Radoničić, a poslije je u njoj ugostio 1847. svog prijatelja Petra II. Petrovića Njegoša. 
Dobrotska bratstva Radoničića, Vickovića i Ilića imala su svoje grobnice pokraj crkve Gospe od Milosrđa u Tabačini, koja pripada župi sv. Mateja. Nakon izgradnje groblja crkve sv. Mateja u Dobroti, počeli su Radoničići graditi svoje grobnice.